# 指定居所监视居住
指定居所监视居住是《中华人民共和国刑事诉讼法》（以下简称 “刑事诉讼法”）第七十五条、第七十六条規定的一種限制人身自由的强制措施。中華人民共和國人民警察可以在未被逮捕但需限制人身自由的犯罪嫌疑人、被告人关押在警⽅选择的任何地点或建筑物最长达6個月。被指控犯下危害国家安全罪、恐怖活动罪的人，且在其住处执行可能有碍侦查的，经上一级公安机关批准，也可以會被要求待在指定地點監視居住。這類人要在警察指定的非羁押场所（如看守所）或专门办案场所居住，而且要被同一所公安机关的警察看管。指定的场所不會是此類人的家中。依据《刑事诉讼法》第七十七条，此類人要經警察许可，才能與外界溝通，但通常這些人无法会见律师和家人。根据《刑事诉讼法》第七十九条，若最终这类人被判管制，监视居住一日折抵刑期一日；判拘役或有期徒刑，两日折抵一日。
该措施源于1996年《刑事诉讼法》修正。2012年3月14日，第十一届全国人民代表大会第五次会议《关于修改〈中华人民共和国刑事诉讼法〉的决定》，正式确立为逮捕替代措施。2018年10月26日，根据第十三届全国人民代表大会常务委员会第六次会议《关于修改〈中华人民共和国刑事诉讼法〉的决定》，将适用范围缩小至危害国家安全与恐怖活动犯罪。近年因其执行异化、监督缺位等问题引发学界争议，部分学者建议废除或严格限定适用条件。由於不受《中华人民共和国看守所条例》的束缚，若有人在指定居所监视居住期間受到酷刑的話也难以取证。自2015年以來，一些參與中國維權運動的律師、法轮功修炼者和和其他数十名政治犯已被要求指定居所监视居住。